# 후이궈러우

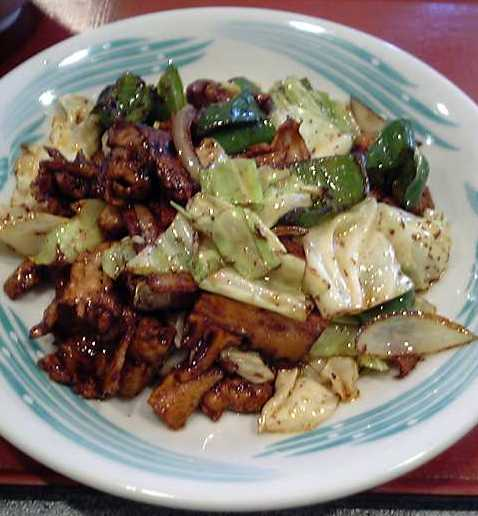
후이궈러우

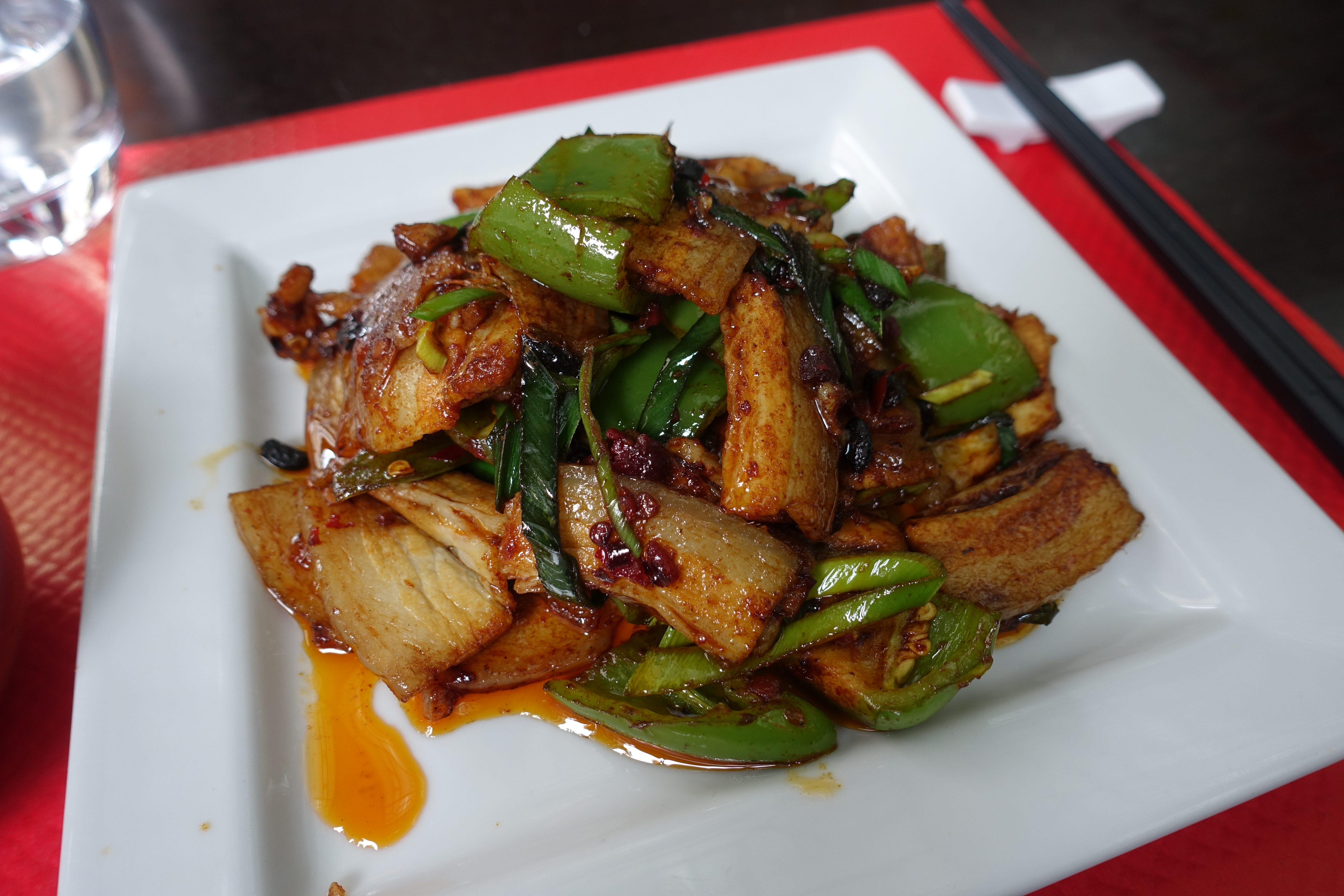
후이궈러우

후이궈러우(중국어 간체자: 回锅肉, 정체자: 回鍋肉, 병음: huíguōròu, 한자음: 회과육)는 쓰촨 요리의 일종으로, 솥(鍋)에서 나온 고기(肉)가 솥으로 되돌아간다(回)는 뜻에서 붙은 이름이다.

## 요리 방법
1. 된장, 두반장, 톈몐장, 간장 등으로 양념을 미리 만든다.
2. 웍에서 돼지고기를 볶은 다음에 웍에서 돼지고기를 꺼낸다.
3. 양배추, 피망을 비롯한 채소를 튀기거나 삶거나 볶는다.
4. 파, 마늘, 생강을 볶은 다음에 향이 나면 채소, 고기를 빼고 양념장을 가해 살짝 섞어서 완성한다.